# Арк (Бухара)
Арк (узб. Ark, перс. ارگ بخارا) — стародавня цитадель у Бухарі в сучасному Узбекистані; монументальна фортеця, що височіє майже на 20 метрів над рівнем навколишньої місцевості і займає площу близько 4 гектарів. Фортеця є найдавнішою архітектурно-археологічною пам'яткою Бухари.
Свого часу Арк, що підноситься над площею Регістан, був символом величі, влади і неприступності. На одній зі стін Арка колись висів великий шкіряний батіг (камча) — символ влади в Бухарському еміраті.

## Історія фортеці

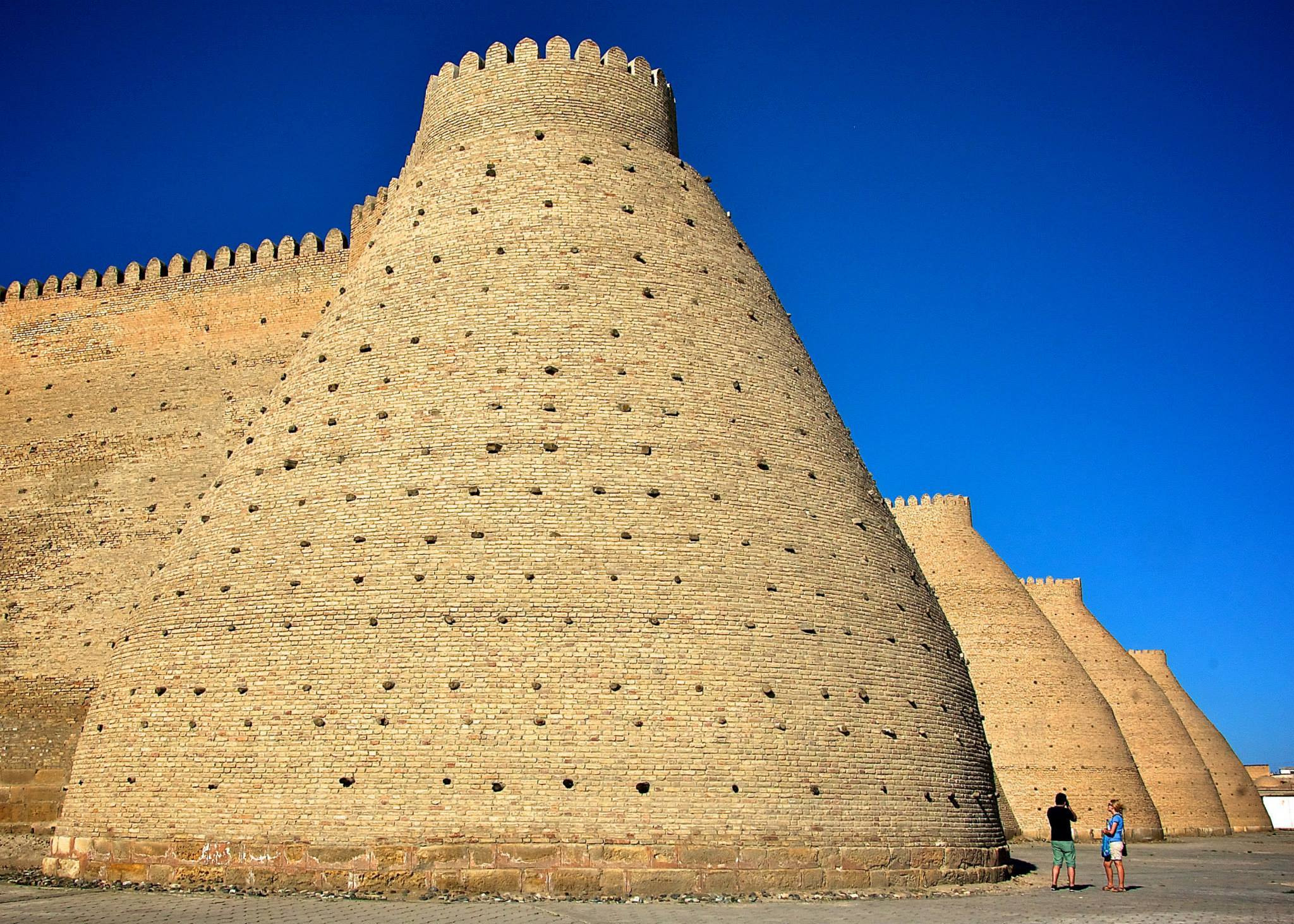
Укріплення Арка

Археологами було доведено, що Бухара виникла на південь від нижньої течії Зеравшану, який розпадається тут на кілька проток, на низькій болотистій рівнині, над якою і нині височіє масивний штучний пагорб міської цитаделі — Арк. Як вважали вчені, ця цитадель була укріпленою садибою, яка розрослася, багаторазово перебудовувалася і добудовувалася. У V—VI століттях вона вже так розширилася, що перетворилася на сильну фортецю з двома ворітьми (на заході і на сході), високо піднятою над рівниною. Легенди приписують Бухарі сиву давнину і пов'язують її заснування з міфічним героєм Сіявушем, чия могила припускалася біля східних воріт Арка. У кушанський період, на невеликій відстані від Арка і на південний схід від нього з'явилося селище, з часом перетворене на регулярно організований Шахрістан.
У VII столітті укріплення цитаделі були реконструйовані і в ній звели новий палац Бухархудатів, план якого, як розповідає Наршахі, у магічних цілях повторював форму сузір'я Великої Ведмедиці. Поруч із палацом збудовані споруди канцелярій, скарбницю, в'язницю і храм. За західними воротами Арка простягалися оброблені землі і сади, над якими піднімалися понад дві тисячі укріплених замків і стояли сотні заміських садиб, теж укріплених і мало чим відмінних від замків. Ворота виходили на площу, що називається Регістан — «Піщана». Східні ворота, згодом знищені, були звернені в бік неподалік розташованого шахрістана.
У VIII столітті, до приходу арабів, тут були палац Бухархудатів, священна могила легендарного героя Сіявуша і храм, який Кутайба бін Муслім перетворив на мечеть. Перша мечеть Бухари побудована арабами у 713 році в Арку (кухендізе) на місці «язичницького» храму. Ця мечеть наприкінці VIII століття перенесена з цитаделі вниз, на територію між Арком і шахрістаном.
При Саманідах між західним високим фасадом Арка і стіною рабада виникла площа Регістан — тут побудований палац з порталом, який аль-Істахрі визнав найвеличнішим у країнах ісламу. Портал був звернений до входу в Арк.
Дані з історії фортеці містяться в уривках із книги Абул Хасана Нішапурі «Хазоін ал-улум», які дійшли до нас завдяки тому, що Абу Наср Кубаві включив їх у вигляді доповнень до тексту твору X століття Наршахі, перекладеного з арабської на перську мову, скороченого та переробленого ним у XII столітті. Тут же йдеться про руйнування Арка ще в давню епоху і відновлення його при Бухархудаті Бідуні (? — 673), про зведення будівель в Арку караханідом Арслан-ханом (1102—1130) після другого руйнування, про третє руйнування хорезмшахом Ала ад-Діном Атсизом (1128—1156) у 1140 році і відновленні караханідом Алі-тегіном у 1141—1142 роках, про четверте руйнування огузами і зведенні знову хорезмшахом Ала ад-Діном Мухаммедом II (1200—1220) у 1207 році, про п'яте руйнування монголами у 1220 році під час облоги і знищення жителів міста.
В Арку найбільш масштабний ремонт проводився у 1164—1165 роках.
У середні віки в Арку працювали Рудакі, Авіценна, пізніше Омар Хаям. Тут також зберігалася унікальна бібліотека, про яку Авіценна писав: «Я знайшов у цій бібліотеці такі книги, про які не знав і яких не бачив більше ніколи в житті. Я прочитав їх, і мені стало зрозуміло місце кожного вченого у своїй науці. Переді мною відкрилися ворота в такі глибини знань, про які я і не здогадувався». Найімовірніше, бібліотека була розграбована під час однієї з воєн.
За даними хроніків епохи Тимуридів, навесні 1405 року, після смерті Аміра Тимура, напередодні міжусобної боротьби за престол, Мірзо Улугбек і Ібрагім Султан зі своєю скарбницею й опікунами вирушили до Бухари і зупинилися у фортеці Арк. Тут вони протягом місяця займалися зміцненням стін і воріт міста. Хроніки згадують про існування на той час, як і раніше, двох воріт Арка — східних і західних.

### XVII-ХІХ століття

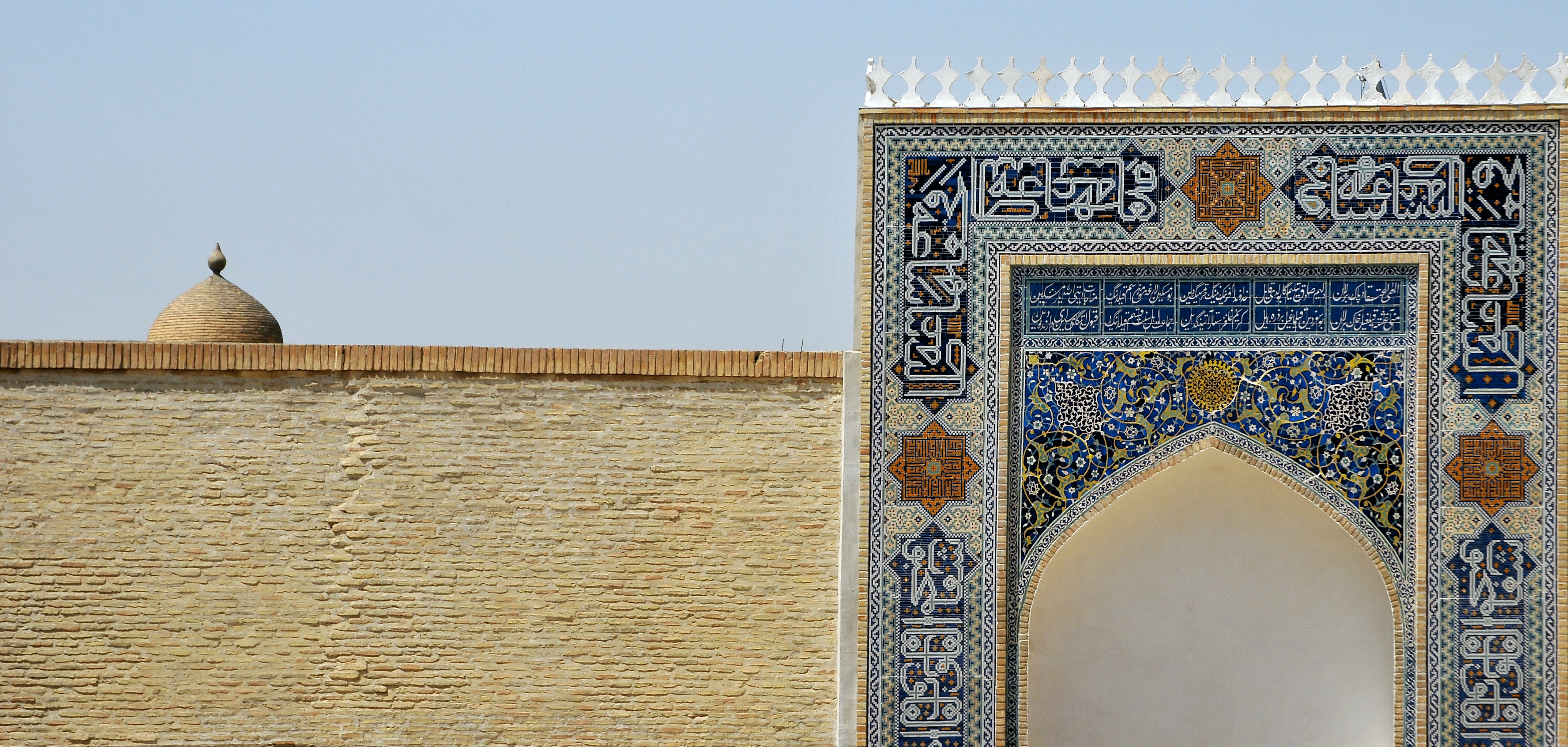
Фрагмент внутрішнього двору

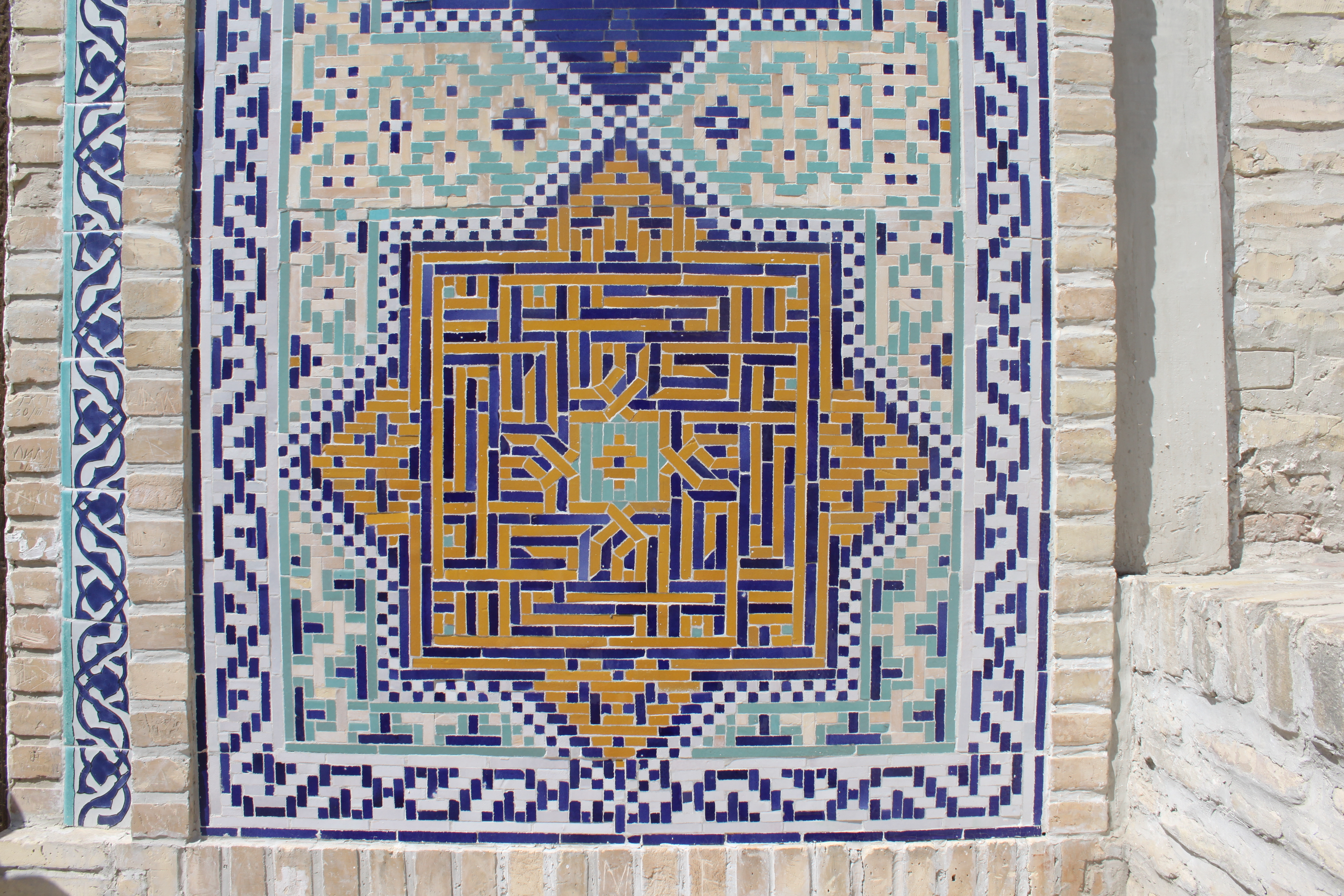
Настінна мозаїка

Нові споруди в Арку XVII—XIX століть перелічені у спеціальному творі «Тахкікат-й арк-і Бухара» («Дослідження про Бухарський Арк») Саїд Насиром, сином еміра Музаффара у 1921 році. Автор цієї невеликої компіляції довго жив в Арку і мав там у своєму розпорядженні власну садибу і бібліотеку, де мав можливість займатися науковими дослідженнями; знав розташування і призначення багатьох не існуючих зараз будівель і повідомляє про час їх побудови. Саїд Насир повідомляє про бухарських правителів із династії Аштарханідів і Мангитів, у часи яких були зроблені споруди в Арку і прилеглої до нього території. Наприклад, триповерхова споруда над воротами Арка — наккорахана була збудована, за його словами, при Абдулазіз-хані (1645—1681). Курінішхана (приймальна зала), п'ятнична мечеть, мехмонхана (гостьова зала) — при Субханкулі-хані (1681—1702). На час правління Мухаммад Рахіма (1756—1758) джерело відносить зведення у північно-східному кутку Арка мечеті Чільдухтаран поруч із мавзолеєм Саїда Абдалгазі (Батталгазі), із нащадків халіфа Алі. Неподалік від них знаходилася велика братська могила, у якій поховано семеро синів Абулфейз-хана (1711—1747). Решта збережених будівель були зведені у XIX столітті. Як відзначали вчені, в основному Саїд Насиром наведені правильні датування збережених будівель, приміщень на цитаделі Арк, за винятком окремих неточностей, з'ясованих пізніше архітекторами при реставрації будівель. Автор «Історії Рахім-хана» Мухаммед Вафа-і Кермінегі згадує «нову найвищу будівлю», збудовану в Арку за наказом Мухаммада Рахіма. У це приміщення перенесено трон через холодну погоду у грудні 1756 року.

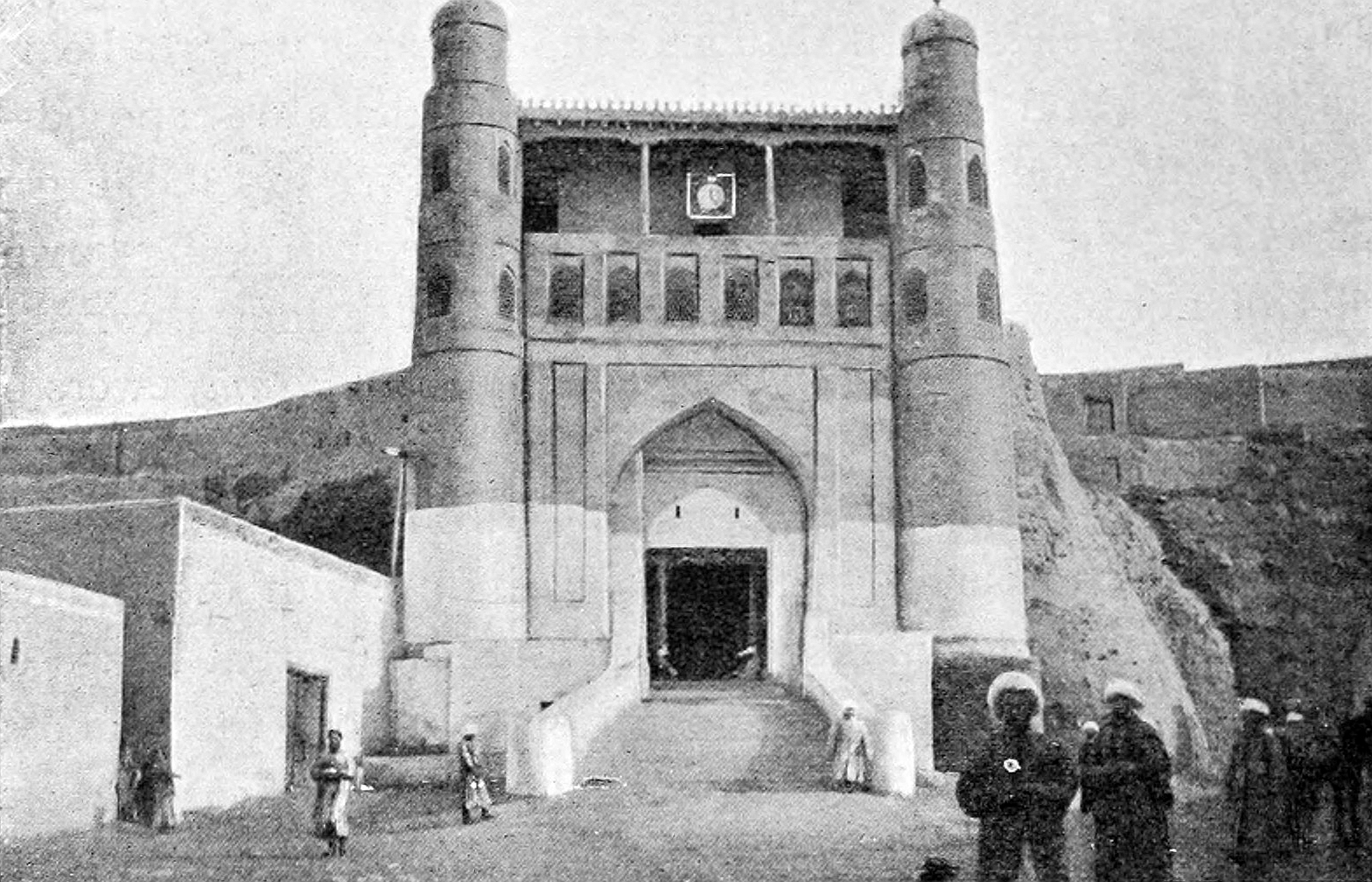
Брама Арка в 1902 році

Саїд Насир у своїй праці не називав жодної споруди останній третині XVIII століття. Емір Шахмурад (1785—1800), за його словами, зруйнував багато старих будівель світського призначення, а будівельний матеріал використовував для будівель і ремонту мечетей поза Арком. Нові споруди в Арку, за словами цього автора, почав емір Хайдар (1800—1826), який спорудив поруч із будинком Мухаммад Рахіма приймальну залу, відкриту на захід, а в іншому місці — велика ханака, біля якої був колодязь — чох, звідки діставали воду для поливу наявного там квітника. До криниці вела протока з хаузу Лисак, що відкривалася за необхідності. Повідомляється, що в Арку був садок — богча, який називався Чахор Чаман, воду для якого піднімали з хаусу, що був біля стіни Арка, за допомогою водопідйомної споруди — Чархі Фалак. При емірі Насруллі (1827—1860) навпроти будинку Мухаммад Рахіма збудували ще одну приймальну залу з підвалом — тагхона. При емірі Музаффарі (1860—1885) в Арку спорудили будинок для російських послів; при емірі Абдулахад-хані (1885—1910) — кам'яну будівлю арсеналу і пороховий склад курхона.

### ХХ століття і Громадянська війна
Останній страшний внесок у руйнування Арка зробили більшовики під час облоги Бухари у 1920 році під командуванням М. В. Фрунзе. За його наказом Арк бомбили з літака, аж поки оточені були змушені здатися. У результаті велика частина фортеці перетворилася на хаос руїн. Територія гарему еміра постраждала найсильніше і, за оцінкою археологів, не підлягає відновленню, оскільки наразі є лише злежаною глиняною масою.

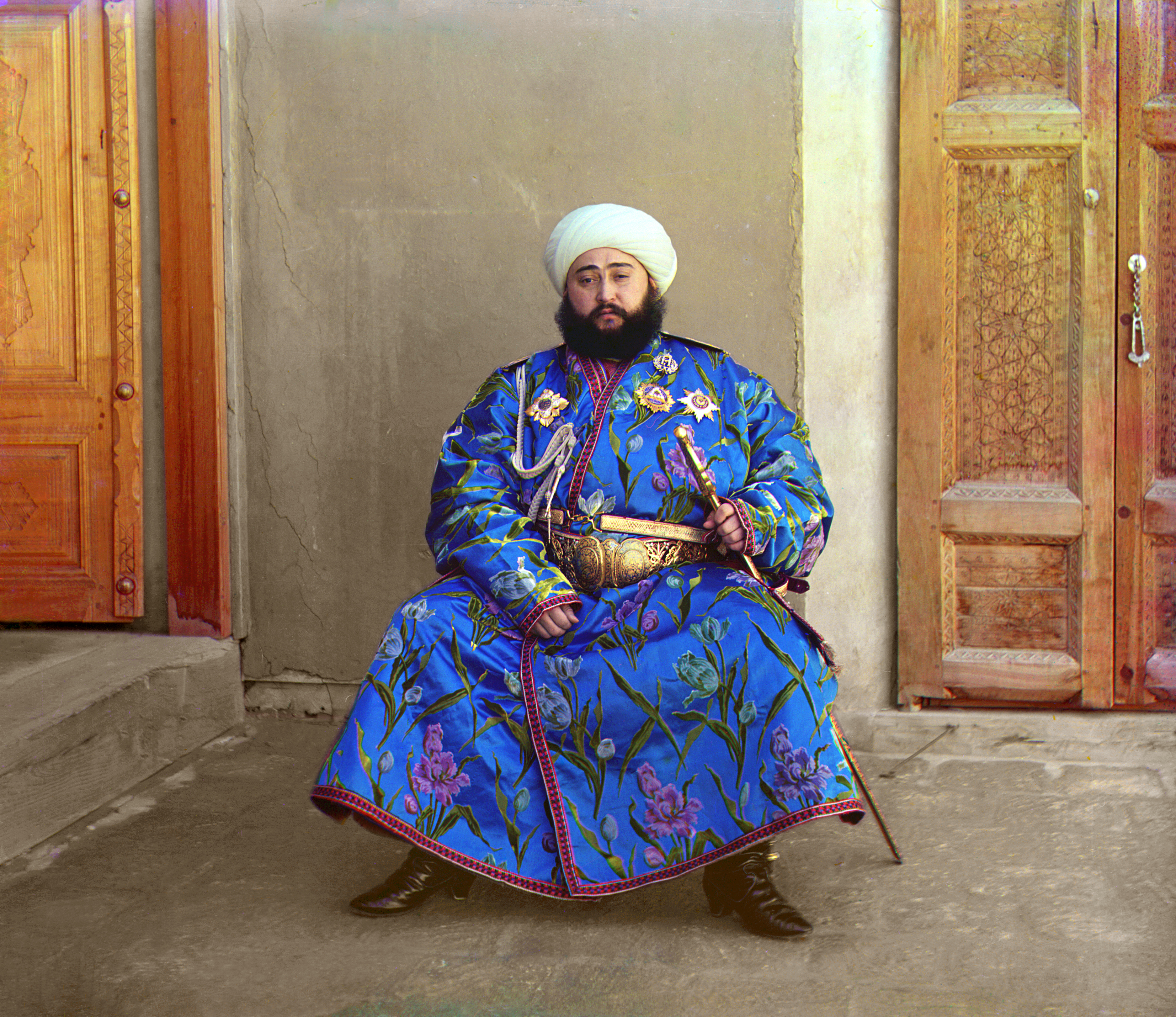
Сеїд Алім-хан (1880—1944) — останній емір Бухари, повалений більшовиками.

Після ліквідації Бухарського емірату і втечі еміра в Арку виникла пожежа, що тривала чотири дні. Проте, частина будівель в перше десятиліття ще залишалася. За словами Бичковського, який служив в одному з радянських установ, що розміщувалися в Арку у 1925—1927 роки, північно-східна частина Арка в той час була ще мало зруйнована.

## Археологічні розкопки і реставрація
У період Бухарської народної радянської республіки відреставрована західна стіна Арка. О. О. Семенов повідомляв, що була створена комісія під назвою «Товариство історії», яка мала намір написати історію Арка.
У 1970-1980-х роках проведені часткові археологічні дослідження в Арку. Широких археологічних розкопок, особливо в південній частині Арка і прилеглій до нього території, ще не проводилося. На думку археологів, саме вони можуть дати більш точні відомості про реальний вік Бухари і спростувати або підтвердити легендарні відомості Наршахі про те, що Бухарі ще в X столітті було 3000 років.
У 1970—1974 роках на Арку проводилися великі стаціонарні розкопки спеціальним археологічним загоном, організованим під загальним керівництвом академіка АН Узбекистану Я. Г. Гулямова. У фортеці на площі 120х100 метрів були розкопані верхні шари, що відносяться до XVI-початку XX століть.
У 1979—1980 роках вперше в історії археологічного вивчення Бухарського Арка стратиграфічний шурф (6Х6 метрів) дозволив заглибитися до материкового шару. Потужність культурних нашарувань тут перевищував 20 метрів, причому на третину цієї величини вони були приховані під землею. На глибині 13-15,5 метрів, а також 16,5-18,5 метрів виявлені залишки двох потужних глинобитних стін, які, можливо, входили в систему давніх оборонних споруд Арка. Перша стіна збереглася на висоту 2,5 — 3 метрів і датується керамічним матеріалом IV—V століть н. е., а друга — висотою 2 — 2,5 метрів — датується IV—III століттями до н. е. Безсумнівно, це руїни найдавнішої фортечної стіни Бухари, які стали одним із найважливіших атрибутів становлення міста.
Здійснено також повний стратиграфічний розріз фортечних стін Арка. За археологічними даними, отриманими Є. Г. Некрасовою у стратиграфічному розрізі північної фортечної стіни Арка, найбільш рання його стіна була складена з декількох шарів пахси і пахсових блоків заввишки 0,9 — 1,0 метрів, товщиною 0,7 — 0,75 метрів. Найбільша її ширина — 7,5 метрів, найменша — 2,75 метрів.
Під час підготовки до 2500-річчя Бухари з ініціативи та під керівництвом Президента Республіки Узбекистан Іслама Карімова (1990—2016) проведені роботи по реставрації Арка.

## Конструкція та архітектура
Арк — це велика земляна фортифікаційна споруда з досить пласкою височиною і схилами, які круто обриваються у північно-західній частині сучасної Бухари. У плані він нагадує неправильний прямокутник, трохи витягнутий із заходу на схід. Довжина стін Арка становить 789,60 метрів, внутрішня площа поверхні — 3,96 га, висота від рівня площі Регістан коливається від 16 до 20 метрів.

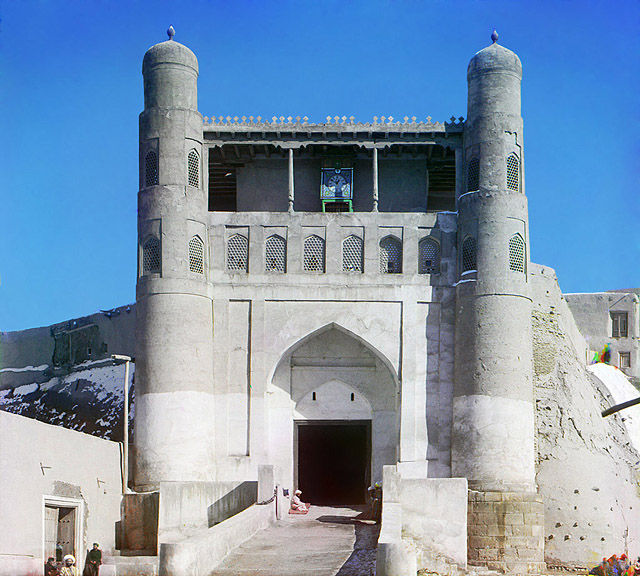
Парадний в'їзд до цитаделі. Фотографія С. М. Прокудіна-Горського, 1909 рік

Усі збережені будівлі відносяться до періодів правління узбецьких династій Аштарханідів (XVII ст.) і мангутів (XVIII—XX ст.). Більшість будівель в Арку побудовано зі звичайного в Середній Азії дерев'яного каркасу, заповненого саманом і покритого штукатуркою. Простіші будинки робилися із однорідного каркасу, багатші — із дворядного. Будівель із обпаленої цегли в Арку було небагато: тахтапуль чи пандус біля входу, нагорахона — спорудження над вхідними ворітьми, долоня — критий прохід (веде знизу вгору від воріт до поверхні Арка), мечеті Джамі і Хонако, підвали казначейства, стіни тронного залу, мазар Саїд Баттолгозі і невелике медресе, що знаходилося у північно-східному кутку Арку.
За словами Бичковського, який служив в одному з радянських установ, що розміщувалися в Арку у 1925—1927 роках, у північно-східній частині Арка на той час стояла суцільна маса будівель, де можна було переходити з однієї кімнати до іншої. Це були лабіринтоподібні анфілади і «кожне приміщення мало особливу обробку. Вражала велика кількість розкиданих у цих кімнатах рукописних книг з дуже красивими тисненими палітурками». В одному із приміщень, імовірно, у гаремі кушбегі, «на чистенькому дворику була навіть невелика водойма, розміром приблизно 2х2 метрів, де нібито купалися жінки. Поруч росло велике дерево».
У період Бухарської народної радянської республіки біля західної стіни Арка збереглося кілька будівель, але всі вони не займали і десятої частини площі Арка — Регістана. Решта території у 1940 році, за даними дослідника М. С. Андрєєва, являла собою великий пустир зі слідами фундаментів, що збереглися далеко не скрізь. Будівлі існували ще в 1940 році, наступні: тахтапуль, ворота, нагорахона, долон, мечеть Джамі, частина установ кушбегі, основа коронаційної зали, коріхона, двір і споруди саломхона, частина будівель саісхона, частина напівзруйнованих і засипаних підвалів скарбниці, хонако в південній частині Арка і мавзолей — у східній.
Відомо, що біля ханака були невеликі дворики і будинки, які вважалися приміщеннями суфі й імама. Сторожа гуломбача мала будинки уздовж всієї східної стіни Арка.
Вчені вважають, що в стародавні часи воду доставляли в Арк із підземного каналу тазар, який йшов від колишнього медресе Ходжа Ніхол і підходив впритул до південної стіни Арка. Ймовірно, тут існував сховок — обдузд, який вів під стіною до цього каналу. Не виключена можливість навіть існування закритої водойми — сардоба. Підтвердження цієї гіпотези вони знаходять у рукопису «Тахкікат-й арк-і Бухара» («Дослідження про Бухарский Арк»):
|  | Ще є колодязь по сусідству зі згаданим ханако, де тримали воду, яку витягували з нього для поливки квітника, розташованого біля того місця. А щоб не відчувати потреби у воді на випадок війни, до нього із хауза Лисак є хід, який відчиняється, коли потрібно. Крім того, був садок, який називався Гулзорі чорчаман — «Квітник чотирьох галявин», де його величність щасливий емір часто прогулювався і розважався з мешканками гарему. Воду сюди піднімали за допомогою колеса чархі фалак із хауза, який знаходився напроти, поблизу стін Арка, де зберігалася вода. |

.

## Теперішній час: музей-заповідник
Наразі в цитаделі розташовується Бухарський державний архітектурно-художній музей-заповідник, що включає в себе:
- Відділ історії з найдавніших часів до початку XX століття.

Один із найстаріших наукових відділів музею, який функціонує з 1923 року. У відділі працюють 6 наукових співробітників. До складу відділу входить сектор археології. У фондах відділу зберігається близько 14 000 експонатів. Керує відділом — М. І. Ніязова.
- Відділ нумізматики й епіграфіки.

Відділ функціонує з 1987 року. У ньому працюють 2 наукових співробітника. Зберігання включає 19 880 предметів. Початок збору колекції відноситься до 1920-х років, його основу складають монети, знайдені під час археологічних розкопок на території Бухари і області. Керує відділом кандидат історичних наук — Г. Н. Курбанов.
- Відділ природи Бухарської області.

Один із найстаріших відділів музею, який функціонує з 1951 року. У відділі працюють 3 наукових співробітника. Зберігання включає 536 експонатів. Керує відділом — С. М. Хабібулліна.
- Відділ сучасної історії та етнографії

Відділ створено у 1975 році. У відділі працюють 11 чоловік. Зберігання включає близько 36 000 експонатів. До складу відділу входять сектор документального фонду і фонотеки, що включає 32 456 експонатів, і сектор речового фонду, що включає 3 099 експонатів. Керує відділом — Б. Кобилов.
- Виставка «Пам'ятки писемності (IX—XX ст.)».

У підвальних приміщеннях розташовані фондосховища музею.

### Галерея експонатів

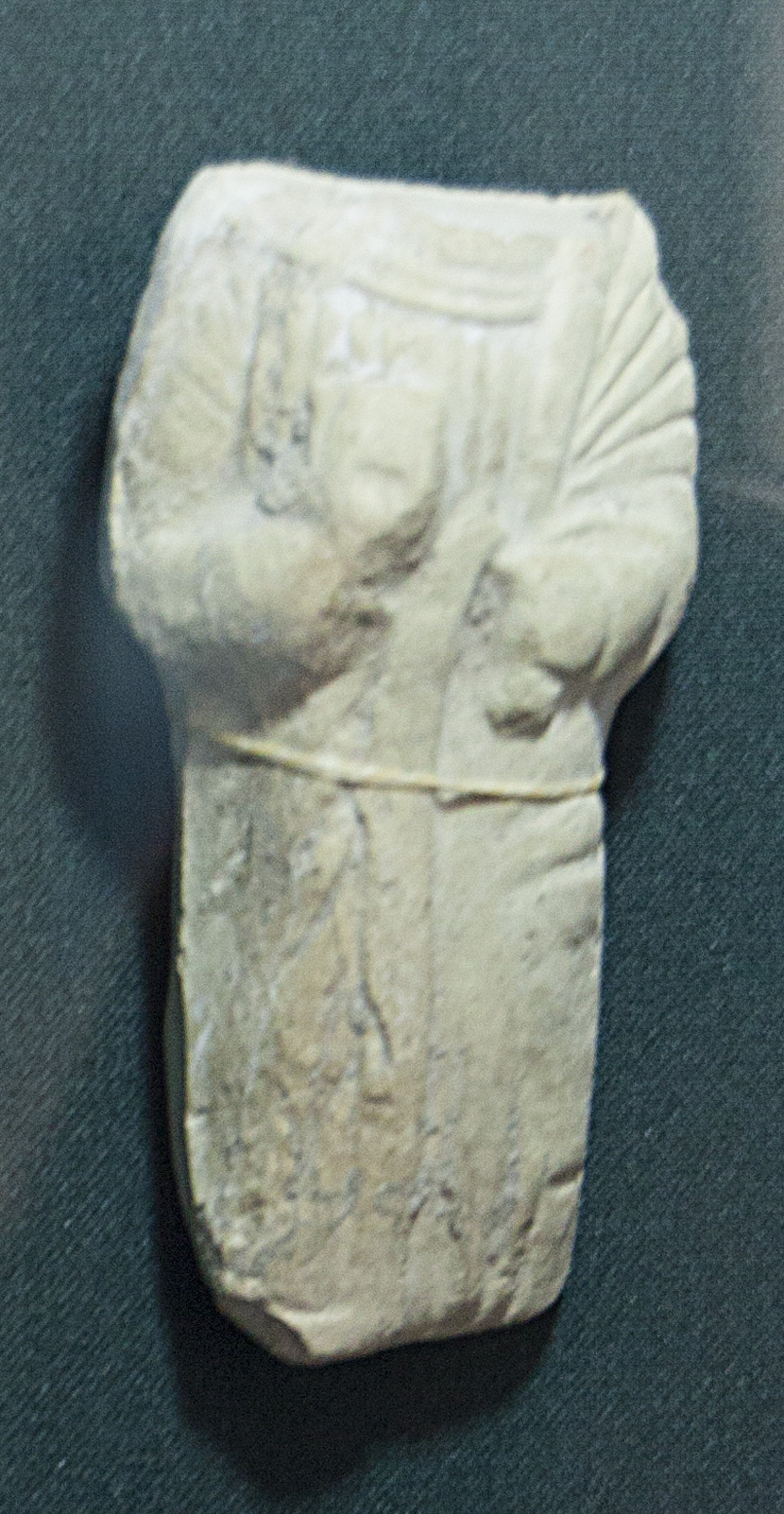
Жіноча теракотова фігурка
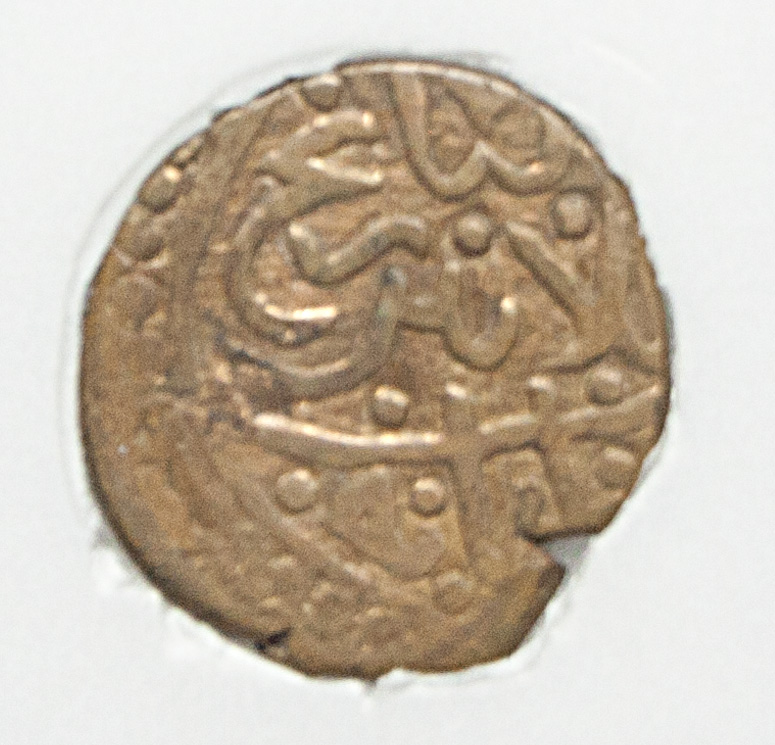
Монета Тимуридів
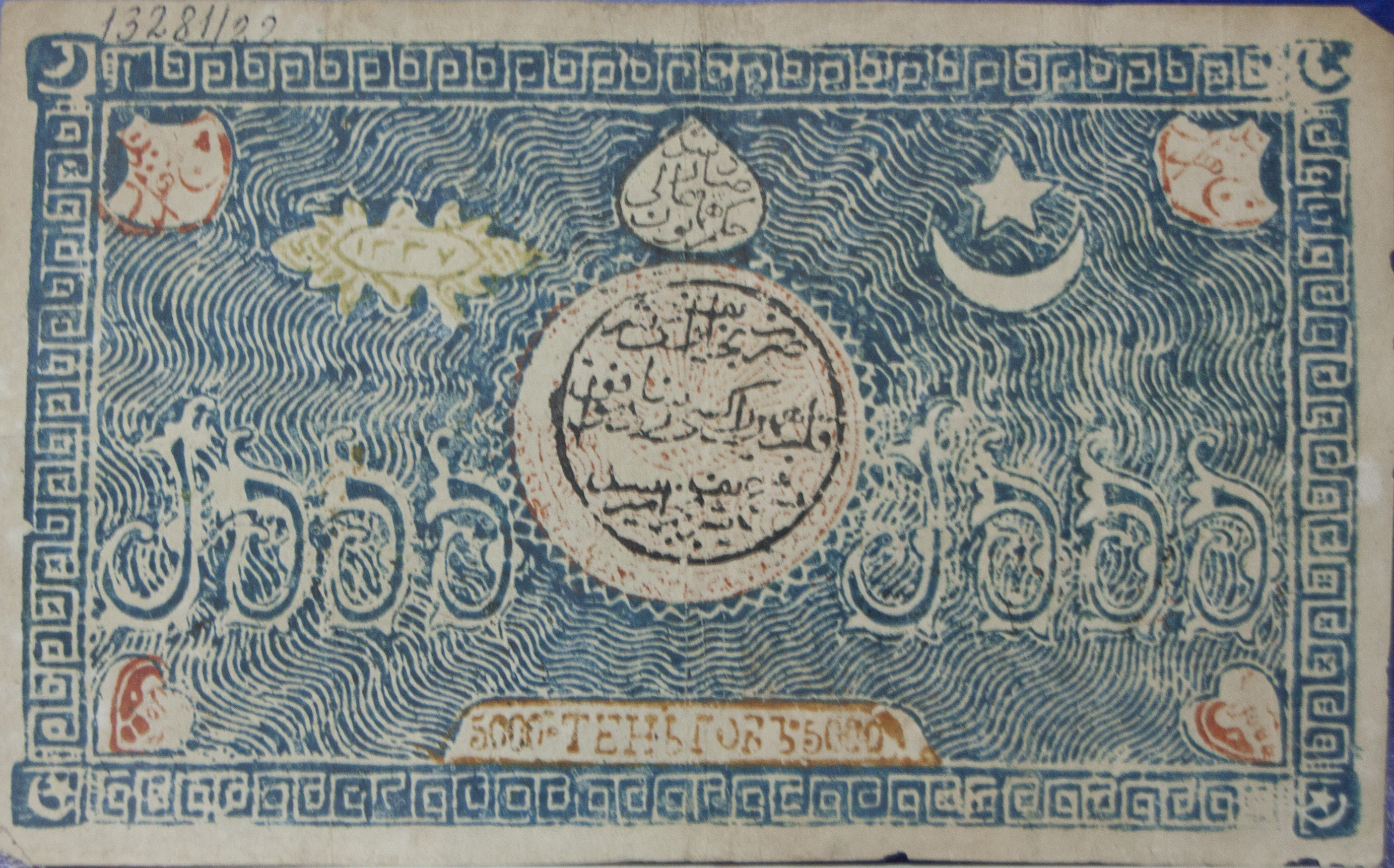
Банкнота Бухарського емірату
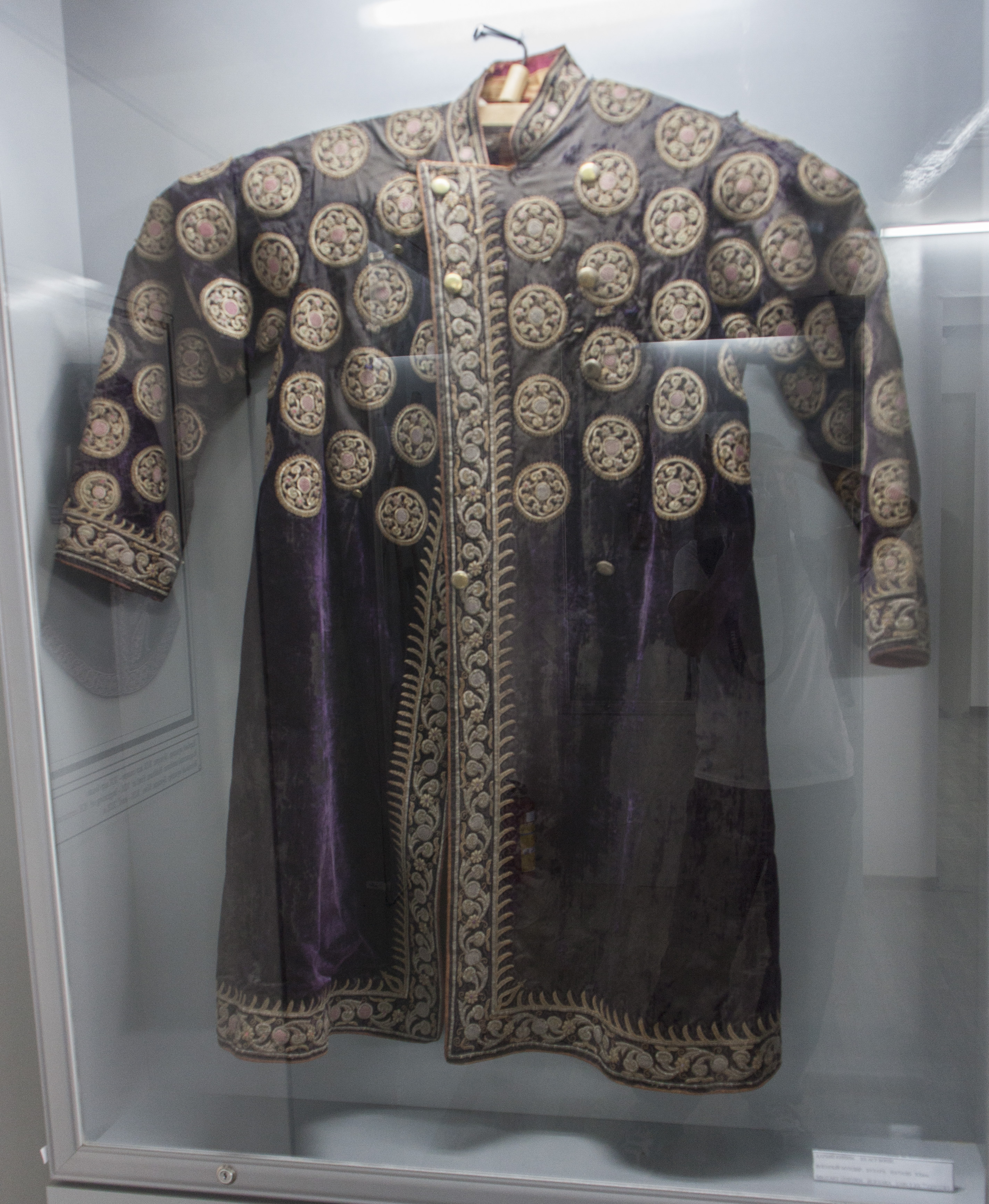
Мундир бухарського воїна в музеї
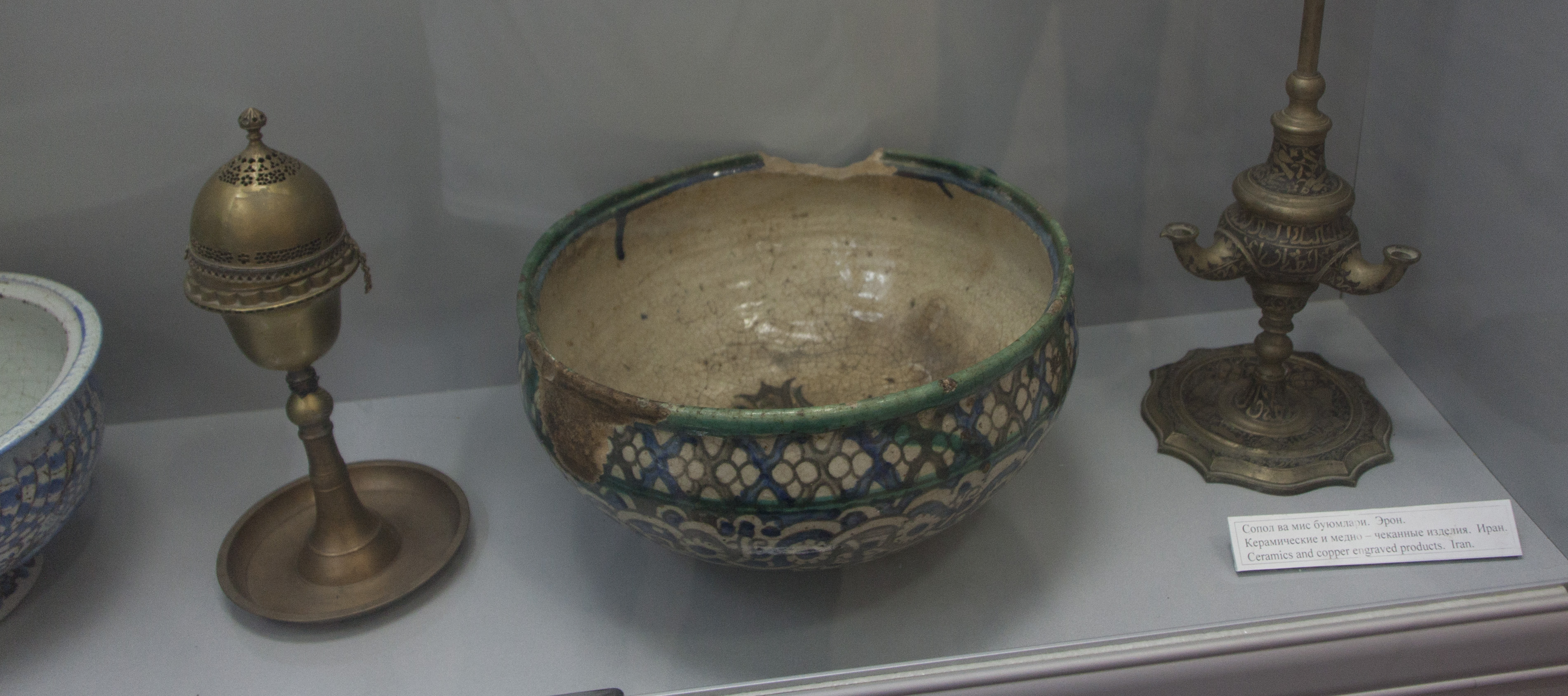
Посуд з Ірану
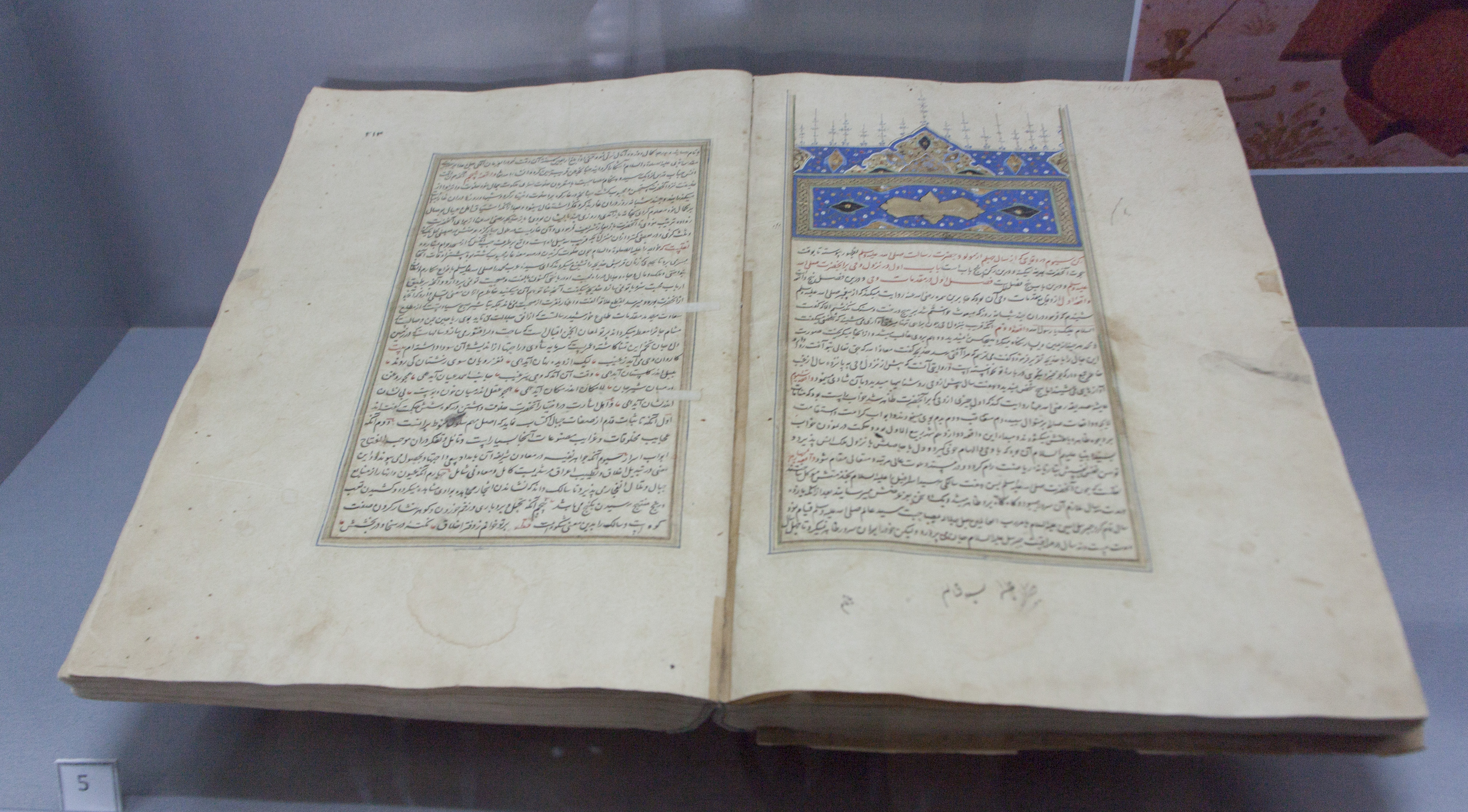
Книга "Життя пророка Мухаммада"
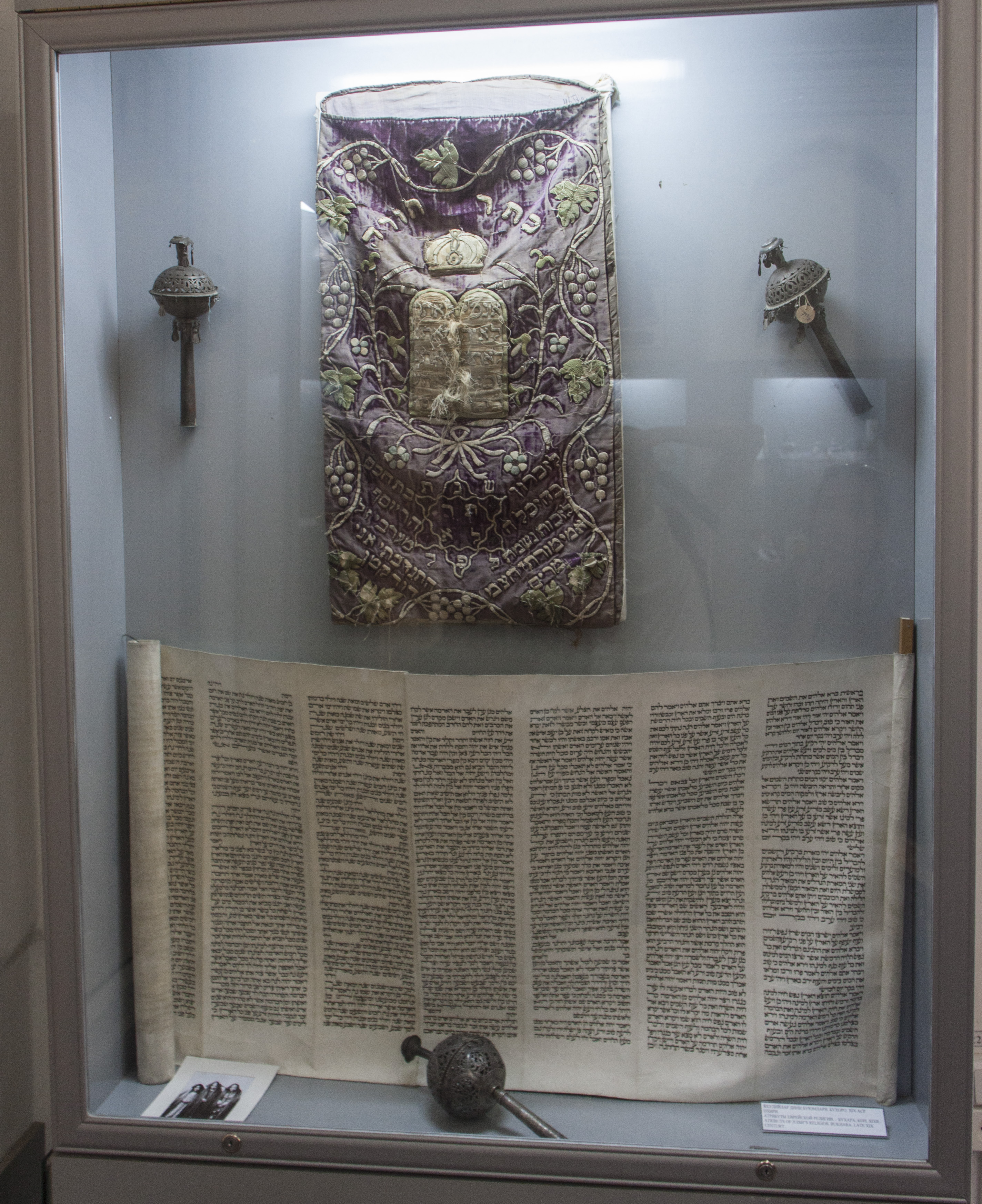
Тора. Бухара, XIX століття
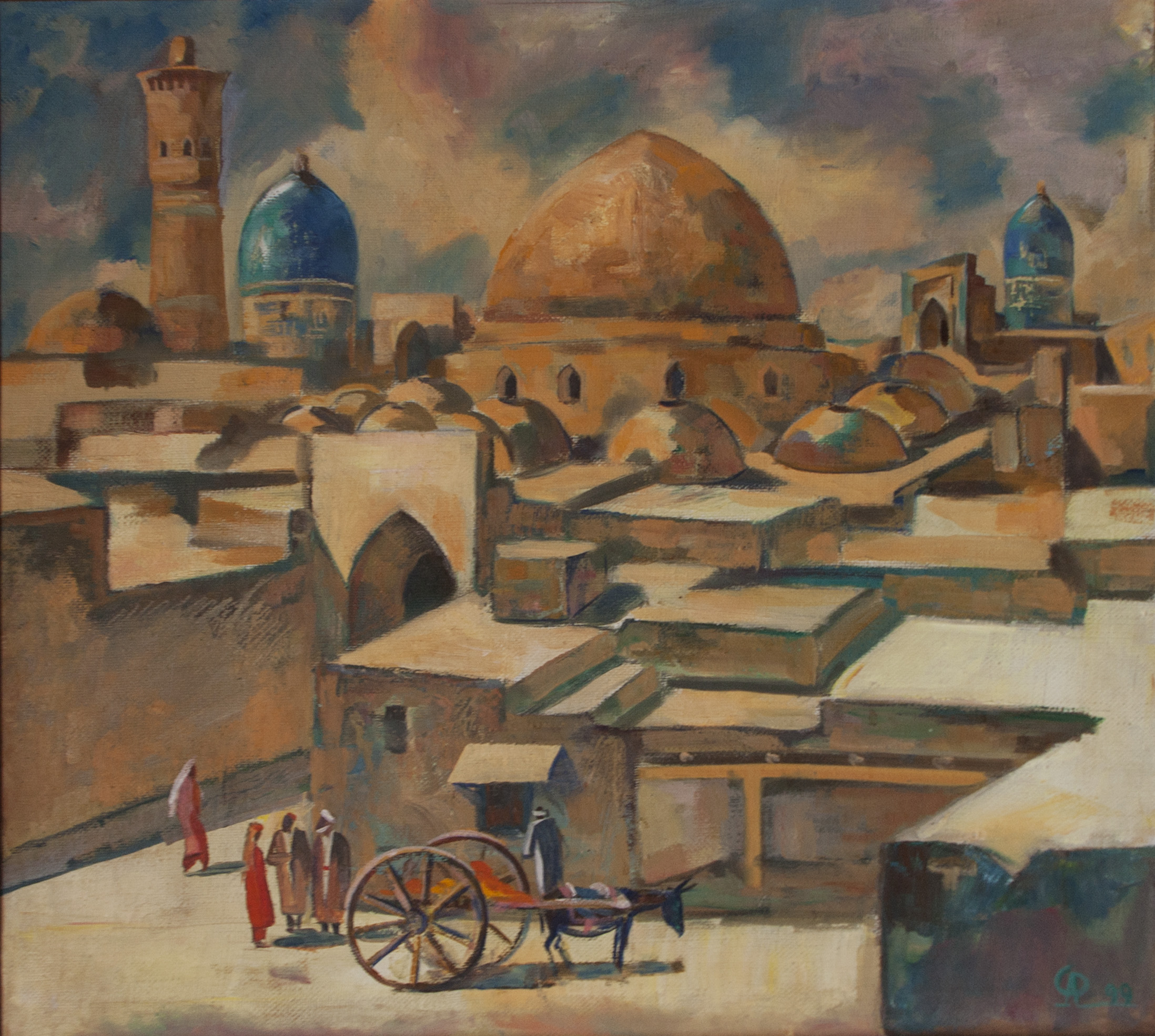
Бухара. Старе місто